# 夜桜ユノ
夜桜 ユノ（よざくら ユノ）は、日本のライトノベル作家である。

## 経歴
第8回ネット小説大賞において『ギルド追放された雑用係の下剋上〜超万能な生活スキルで世界最強〜』で金賞を受賞し、商業デビューを果たした。
また、2020年8月11日には「小説家になろう」のサイト内で『クラスで陰キャの俺が実は大人気バンドのボーカルな件』が現実恋愛年間1位を獲得している。

カクヨムにて開催された『賢いヒロイン中編コンテスト』にて、『鋼鉄の魔女のひとりごと』が最終選考作品へと進んでいる。

## 書籍化作品
- ギルド追放された雑用係の下剋上〜超万能な生活スキルで世界最強〜（1 - 2巻イラスト：もやし、3巻以降イラスト：ゆつもえ、TOブックス、既刊4巻：2020年7月 - ）[6]
- クラスで陰キャの俺が実は大人気バンドのボーカルな件（イラスト：みすみ、PASH!ブックス、既刊1巻：2019年11月 - ）[7]
- 山本君の青春リベンジ!（イラスト：あかぎこう、ダッシュエックス文庫、既刊2巻：2023年7月 - ）[8]
- 成長率100倍チートの転生幼女 〜平穏に暮らしたいのに、周りがそうさせてくれません〜（イラスト：にもし、DREノベルス、既刊1巻：2025年1月 - ）[9]